# Оришевский, Ян
Ян Орышевский (Оришовский, Оришковский) (укр. Ян Оришевський; (около 1535 — около 1608) — представитель казацкой старшины, гетман Войска Запорожского в 1578-1594 годах, один из организаторов украинского реестрового казачества.

## Биография
Происходил из полонизированной украинской шляхетской семьи герба Правдич. В 1576 году служил помощником черкасского и каневского старосты князя М. Вишневецкого и командовал отрядом реестровых казаков.
Состоял при дворе короля польского и великого князя литовского Стефана Батория в рядах так называемых cubicularii missiles (бывших королевскими адъютантами) и вскоре сделался правой рукой короля в его сношениях с запорожцами.
Указом польского короля Стефана Батория в 1578 году был назначен гетманом Войска Запорожского.
По приказу короля организовал и командовал отрядом запорожцев для войны с Русским царством (1579). Взял штурмом и сжег город Стародуб и вернулся на Запорожье с военными трофеями.
С 1580-х годов не раз упоминается в документах, со званием то поручника, то гетмана.
Участник Ливонской войны на стороне Польши. В 1585 году организовал поход в Крым. В 1581 по его поручению был составлен казацкий реестр.
Присутствовал, в качестве представителя запорожских казаков, на конвокационном сейме 1587 года по случаю избрания Сигизмунда III Вазы.
В 1590 ему приказано было организовать отряд для пограничной службы, чтобы удерживать пограничных людей от нападений на соседние государства.
В 1600 году выступал посредником в переговорах польского правительства с казаками об условиях их участия в военных действиях на территории Молдавии.
Умер в Гайсине около 1608 года.
Глава «О казаках» в «Хронике Польской» М. Бельского была написана автором со слов Орышевского, приходившегося ему родственником.

## Источник
- А. Стороженко, «Свод данных о Яне Орышевском, запорожском гетмане времен Ст. Батория» («Киевская Старина», 1897, I).
- Орышевский, Ян // Энциклопедический словарь Брокгауза и Ефрона : в 86 т. (82 т. и 4 доп.). — СПб., 1890—1907.